# Mago (classe de personagem)

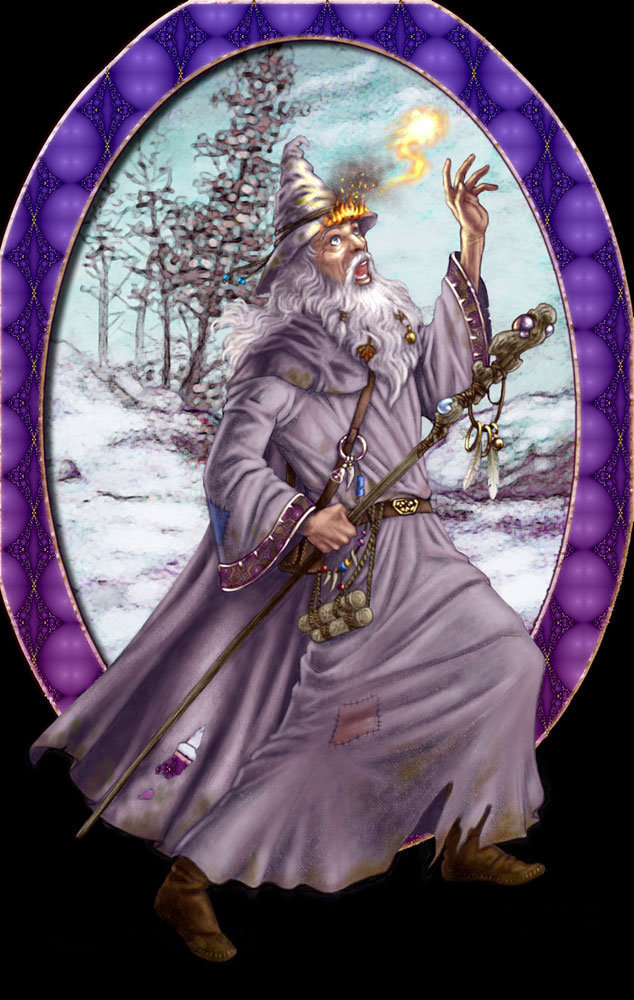
Exemplo de mago

Em jogos de RPG, o Mago é uma classe de personagens típica de cenários de fantasia medieval, dentre os quais se destacam os jogos Dungeons & Dragons, mais conhecido como D&D e Pathfinder Roleplaying Game. Uma classe dá habilidades (ou perícias) exclusivas para o personagem de cada classe.

## Visão geral

### Conhecimento e Magia
Magos são pesquisadores das artes arcanas da Idade Média. Muitas vezes, em jogos e filmes, aparecem como vilões principais e como herói coadjuvante. Em alguns RPG's alquimistas são considerados como uma subclasse de mago, até porque são semelhantes em certos pontos, porém na maioria dos casos estes são consideradas classes distintas. Xamãs em alguns casos também poder ser considerados como uma subclasse dos magos, só que controlam apenas espíritos e veêm o futuro através deles. Magos costumam utilizar seu conhecimento em batalha no lugar das armas convencionais. Mas não são restringidos na utilização dos mesmos. Os Magos são fisicamente fracos. Eles podem também aparecer como mentores de personagens principais. Primariamente baseados nos magos da fantasia.

## Características de Classe
Nos jogos de interpretação de papéis, os tipos de usuários de mágica são mais delineados e são nomeados para que os jogadores e mestres do jogo possam saber quais regras se aplicam, como a divisão de classes e "escolas de magia".:385

### Dungeons & Dragons
Gary Gygax e Dave Arneson introduziram o termo "usuário de magia" no Dungeons & Dragons original como um termo genérico para um praticante de magia (para evitar as conotações de termos como wizard ou warlock); isso durou até a segunda edição de Advanced Dungeons & Dragons, onde foi substituída por mago (mais tarde, para se tornar wizard). As regras exatas variam de jogo para jogo. O wizard ou mago, como uma classe de personagem, se distingue pela capacidade de lançar certos tipos de magia, mas sendo fraco em combate; subclasses são distinguidas por pontos fortes em algumas áreas de magia e fraqueza em outras. Os feiticeiros se distinguem dos bruxos por terem um dom inato com a magia, além de terem ascendência mística ou mágica. Os bruxos (warlock) se distinguem dos wizards por criar "pactos" proibidos com criaturas poderosas para aproveitar seus dons mágicos inatos.